# NGC 4313
NGC 4313 (другие обозначения — UGC 7445, MCG 2-32-16, ZWG 70.34, VCC 570, IRAS12200+1204, PGC 40105) — галактика в созвездии Дева.
Этот объект входит в число перечисленных в оригинальной редакции «Нового общего каталога».
Является анемичной галактикой, в её ядерном кольце происходит вспышка звёздообразования.